# Широкое (Николаевский район)
Широкое (укр. Широке) — село, относится к Николаевскому району Одесской области Украины.
Население по переписи 2001 года составляло 3 человека. Почтовый индекс — 67031. Телефонный код — 8-04857. Занимает площадь 0,24 км². Код КОАТУУ — 5123583004.

## Местный совет
67030, Одесская обл., Николаевский р-н, с. Новопетровка, ул. Школьная